# Illin, Hoșcea
Illin (în ucraineană Іллін) este un sat în comuna Horbakiv din raionul Hoșcea, regiunea Rivne, Ucraina.

## Demografie
Componența lingvistică a localității Illin
     Ucraineană (100%)
Conform recensământului din 2001, toată populația localității Illin era vorbitoare de ucraineană (100%).